# 454 km (obwód pskowski)
454 km (ros. 454 км) – przystanek kolejowy w pobliżu miejscowości Szczerbino, w rejonie newelskim, w obwodzie pskowskim, w Rosji. Położony jest na linii Petersburg - Newel - Witebsk.